# Gamers' Workshop
Gamers' Workshop (произнася се Геймърс уъркшоп), или GW, е бивше българско списание за компютърни и конзолни игри и софтуер, излизало в периода 1998 - 2008 г.
Появява се на пазара през май 1998 г. и, макар никога да не достига тиражите на тогавашните си конкуренти PC Mania и Master Games, бързо се утвърждава сред основните издания в тази област. Около списанието се изгражда онлайн общество, което почти изчезва през есента на 2004 г., когато GW е на прага на фалит.
През септември 2004 г. изданието е закупено от софийския интернет доставчик Homelan, който притежава и Data.bg. Списанието коренно променя общия дизайн и насоката си, като дори номерацията на броевете започва от 0 (преди това до септември 2004 г. са издадени 61 броя). В първите няколко месеца реакциите са смесени, но впоследствие голяма част от старите фенове приемат новото издание като достоен наследник на старото. Впоследствие се възраждат форумите, макар те вече да не са част от страницата на GW и на практика да не са обвързани с него. Последният брой на списанието (#34, или общо 95-и) така и не вижда бял свят в хартиена обвивка, а е качен на официалния сайт на списанието през януари 2008 г.